# 스파르타쿠스 봉기
스파르타쿠스 봉기 또는 1월 봉기는 독일 11월 혁명의 일부로 1919년 1월 5일부터 1월 12일 독일제국-바이마르 공화국의 자유지상주의적 사회주의자들, 좌파공산주의자들을 비롯한 급진좌파가 사회민주주의자들의 주도로 당시 제1차 세계 대전을 일으켜 독일 민중들을 피폐하게 만든 독일 제국에 반대하는 사건이다. 독일 공산당이 창당했던 스파르타쿠스 연맹이 사건을 주도했기에 이러한 명칭이 붙었다.